# 雕塑山
72°51′S 162°5′E / 72.850°S 162.083°E
雕塑山（英語：Sculpture Mountain），是南極洲的山峰，位於維多利亞地，處於莫紐門特冰原島峰和希恩山之間，由新西蘭探險隊命名，現時由南極條約體系管理。